# Battaglia di Pilo
La battaglia di Pilo si svolse nel 425 a.C., durante la guerra del Peloponneso, nei pressi della città greca di Navarino, tra gli eserciti di Demostene di Afidna, generale ateniese, e Thrasymelidas e Brasida, che guidavano le truppe spartane.

## Descrizione
La flotta ateniese guidata dal navarca Eurimedonte, destinata ad approdare in Sicilia, approdò invece nel Peloponneso anche a causa di una tempesta. Era infatti intenzione di Demostene, stratega ateniese, di porre una testa di ponte nel cuore dei territori controllati dagli spartani. Consigliati dai messeni, gli ateniesi si insediarono sulla penisola di Pilo.
Lo stratega fece proseguire la flotta in direzione di Corcira, ultimo scalo per la Magna Grecia, tenendo a propria disposizione 5 triremi e poche centinaia di opliti che collaborarono con due navi messene e 40 opliti della regione. Fortificato il sito, Demostene era sicuro di poter tenere le posizioni senza grossi sforzi. La presenza di questo avamposto avrebbe catalizzato su di sé le speranze di rivalsa messeniche, fungendo da attrattiva per chi volesse abbandonare la schiavitù spartana. Sparta, ritirato l'esercito in Attica e la flotta da Corcira, si preparò all'assedio di Pilo, al che lo stratega ateniese o per paura di un blocco navale o per pura tattica fece richiamare la propria flotta.
Le navi spartane comandate da Brasida giunsero per prime e si prepararono all'attacco trasferendo parte del contingente a Sfacteria, isola strategicamente importante per il controllo del golfo. L'attacco tuttavia non ebbe successo né per mare, né per terra perché i 600 opliti ateniesi, eretto un muro a settentrione, furono in grado di reggere lo scontro, mentre gli arcieri bloccavano sulla battigia chi volesse sbarcarvi.